# Moritz Beyer
Moritz Beyer (* 16. September 1807 in Imnitz bei Leipzig; † 4. Januar 1854 ebenda) war ein deutscher Agrarwissenschaftler, Gutsinspektor und Autor von Fachbüchern.

## Leben und Wirken
Beyer war der Sohn eines Landwirts und absolvierte eine zweijährige landwirthschaftliche Ausbildung in Weddegast bei Köthen. Anschließend arbeitete er in der Nähe von Leipzig als Wirtschaftsgehilfe und besuchte nebenbei Vorlesungen an der Universität Leipzig. Im Jahr 1827 begab er sich für zwei Jahre zu Friedrich Schmalz nach Litauen und reiste in dessen Auftrag von dort aus kurzzeitig nach Russland. Nach seiner Rückkehr nach Litauen wurde er von dem königlich preußischen Landstallmeister Wilhelm Carl Friedrich von Burgsdorff beauftragt einen Transport edler Pferde für den Kronprinzen von Sardinien nach Italien zu begleiten. Neben Italien bereiste er dabei Tirol, die Schweiz und Deutschland, ehe er in die Heimat zurückkehrte. Dort übernahm er die Bewirtschaftung der Rittergüter Podelwitz und Collmen. Nachdem er als Inspektor in Maxen bei Dresden gearbeitet hatte, studierte er ein Semester an der Land- und Forstwirthschaftlichen Akademie Tharand. 1832 ging er nach München und bewarb sich um eine Anstellung in Griechenland. Diese Stellung wurde ihm auch unter der Bedingung angeboten, dass er zuvor seinen Militärdienst ableisten müsse. Dies lehnt er jedoch ab und schiffte sich nach Nordamerika ein. Hier betrieb er für einige Zeit eine Farm und kehrte über England und Holland nach Deutschland zurück. Beyer erhielt durch Heinrich Wilhelm von Pabst eine Anstellung als Inspektor und Lehrer am landwirtschaftlichen Institut in Darmstadt.
Über Stationen in der Pfalz und in Thüringen kam Beyer nach Eldena, wo ihm Friedrich Gottlob Schulze die Position als Direktor Landguts der landwirtschaftlichen Akademie übertragen und ihn als Lehrer angestellt hatte. Bereits nach kurzer Zeit verließ er diese Stellung wieder, um in Sachsen eine landwirtschaftliche Zeitung zu gründen. Im Sommersemester 1839 wurde er als Professor für Landwirtschaftslehre (Nachfolger des Agrikulturchemikers Carl Sprengel) an das Collegium Carolinum in Braunschweig berufen. Er verblieb dort jedoch nur ein Jahr. Er begab sich nach Waldenburg in Sachsen und zog 1851 kurzzeitig wieder nach Leipzig, da er im selben Jahr einen Ruf der kaiserlich königlich patriotisch-ökonomischen Gesellschaft für Böhmen nach Prag erhielt, deren Gesellschaftsschriften er redigieren sollt. Von dort kehrte Beyer umgehend wieder zurück nach Leipzig. Er beschäftigte sich zudem mit der Bienenzucht und der Tierheilkunde.

## Werke (Auswahl)
Von 1839 bis 1851 war Beyer Herausgeber und erster Redakteur der von ihm gegründeten und bis 1860 bestehenden Allgemeinen Zeitung für die deutschen Land- und Forstwirthe beziehungsweise Allgemeinen Zeitung für die deutschen Land- und Hauswirthe.
- Schaf- und Wollbüchlein. Oder Belehrungen über die gewinnbringendste Erzeugung, Veredlung und Verwerthung der Schafwolle für Landwirthe, Wollproducenten und Fabrikanten. Tauchnitz, Leipzig 1842.
- Hauptverbesserungen in der deutschen Landwirthschaft, durch welche meistens mit den aus der Wirthschaft selbst hervorgehenden Mitteln der Ertrag und Werth der Güter in einer kurzen Reihe von Jahren bedeutend erhöht, oft verdoppelt werden kann. Baumgärtner, Leipzig, 3 Hefte: 1843 (digitale-sammlungen.de), 1844 (digitale-sammlungen.de), 1847 (digitale-sammlungen.de).
- Das Heil der Landwirthe durch die Chemie und die Patentdünger-Wirthschaft. Nebst einem Vorschlag zur Abhaltung eines Congresses der Agriculturchemiker. Baumgärtner, Leipzig 1847.
- Land- und stadtwirthschaftliche Düngerfabrikation, höhere Verwerthung und Beseitigung des übeln Geruchs des Abtritte. Baumgärtner, Leipzig 1849.
- Das goldene Wirthschaftsbuch. Ein zeitgemäßer Rathgeber für Land- und Hauswirthe, Gewerbsleute und jede Familie zu Verbesserungen, Fortschritten und den besten Hülfsmitteln in der Lebensweise und Haushaltung überhaupt – Bodencultur und Pflanzenbau – Haltung Zucht und Pflege der wirthschaftlichen Hausthiere und Behandlung ihrer Krankheiten – Holzzucht, Fischerei, Bienen- und Seidenraupenzucht – Branntweinbrennerei, Bierbrauerei. Haendel, Leipzig 1850.
- Das Auswanderungsbuch oder Führer und Rathgeber bei der Auswanderung nach Nordamerika und Austerlinen. 3. Auflage, Baumgärtner’s Buchhandlung, Leipzig 1850 (digitale-sammlungen.de).